# Ленка (гміна Ленчиця)
Ленка (пол. Łęka) — село в Польщі, у гміні Ленчиця Ленчицького повіту Лодзинського воєводства.
Населення — 172 особи (2011).
У 1975-1998 роках село належало до Плоцького воєводства.

## Демографія
Демографічна структура станом на 31 березня 2011 року:
|          | Загалом | Допрацездатний вік | Працездатний вік | Постпрацездатний вік |
| -------- | ------- | ------------------ | ---------------- | -------------------- |
| Чоловіки | 76      | 13                 | 54               | 9                    |
| Жінки    | 96      | 20                 | 50               | 26                   |
| Разом    | 172     | 33                 | 104              | 35                   |